# سيدني كوربيت
سيدني كوربيت (بالإنجليزية: Sidney Corbett)‏ هو عازف قيثارة وملحن أمريكي، ولد في 26 أبريل 1960 في شيكاغو في الولايات المتحدة.

## وصلات خارجية
- الموقع الرسمي
- سيدني كوربيت على موقع ميوزك برينز (الإنجليزية)
- سيدني كوربيت على موقع أول ميوزيك (الإنجليزية)
- سيدني كوربيت على موقع ديسكوغز (الإنجليزية)